# Til Death - Per tutta la vita
Til Death - Per tutta la vita ('Til Death) è una sitcom statunitense di genere poliziesco, drammatico e azione creata dai coniugi Josh Goldsmith e Cathy Yuspa, trasmessa da Fox per quattro stagioni dal 2006 al 2010.
Lo show è incentrato su Eddie e Joy Stark (Brad Garrett e Joely Fisher), una coppia sposata da 23 anni.
In Italia la serie è andata in onda, in anteprima esclusiva, sul canale satellitare Fox dall'11 giugno 2008. In chiaro la serie è stata trasmessa dal 24 ottobre 2009 su Italia 1; la quarta è stata trasmessa su Italia 2.

## Trama
La serie è incentrata sulla relazione di Eddie e Joy Stark e su come questa si sia evoluta dopo 23 anni di matrimonio. Le prime due stagioni spesso si sono focalizzate sui contrasti tra gli Stark e la nuova coppia di vicini neo-sposi, Jeff e Steph Woodcock. La seconda stagione ha introdotto il personaggio di Kenny Westchester, un amico di Eddie proveniente dal programma Grande Fratello.
La quarta stagione si concentra sui tentativi degli Stark di convivere con la figlia Allison (Krysten Ritter) ed il neo-marito Doug (Timm Sharp), che vivono in un camper nel cortile degli Stark. La serie si svolge nella Filadelfia suburbana.

## Episodi
Durante la trasmissione su Italia 1, la rete ha trasmesso 22 episodi per la terza stagione raggruppando nella stessa gli otto trasmessi nel 2008 negli USA più gli altri prodotti per quel ciclo, insieme a quelli della quarta stagione (che in realtà sarebbero 22).
| Stagione         | Episodi | Prima TV USA | Prima TV Italia |
| ---------------- | ------- | ------------ | --------------- |
| Prima stagione   | 22      | 2006-2007    | 2008            |
| Seconda stagione | 15      | 2007-2008    | 2008            |
| Terza stagione   | 8       | 2008-2009    | 2009            |
| Quarta stagione  | 36      | 2009-2010    | 2010            |

## Cast
Dando un'occhiata agli episodi nell'ordine corretto, si può notare come, da metà della seconda stagione, i Woodcock siano stati lentamente resi sempre più comprimari piuttosto che protagonisti favorendo l'arrivo del personaggio di Kenny (J. B. Smoove) che sembrava dovesse diventare la vera spalla comica dello show. In conseguenza a questo, dopo la seconda stagione i Woodcock sono usciti di scena, mentre nella terza stagione Kenny è entrato nel cast fisso facendo venir meno il perno su cui era nata la serie, ovvero il confronto tra due coppie di sposi. Tuttavia Kenny non è più presente nella quarta stagione al posto del quale arrivano Allison Stark ed il neo-marito Doug, ricreando nuovamente la premessa iniziale della serie sul confronto tra due matrimoni.

### Personaggi principali
- Eddie Stark (stagioni 1-4), interpretato da Brad Garrett, doppiato da Saverio Indrio.
È un insegnante di liceo sposato con Joy da quasi trent'anni.
- Joy Stark (stagioni 1-4), interpretata da Joely Fisher, doppiata da Laura Boccanera.
È la moglie di Eddie che lavora come agente di viaggi.
- Jeff Woodcock (stagioni 1-2), interpretato da Eddie Kaye Thomas, doppiato da Paolo Vivio.
È un novello sposo vicino degli Stark e vicepreside al liceo dove insegna Eddie.
- Steph Woodcock (stagioni 1-2), interpretata da Kat Foster, doppiata da Francesca Manicone.
È la sarcastica moglie di Jeff con un passato selvaggio.
- Kenneth Westchester (stagioni 2-4), interpretato da J. B. Smoove, doppiato da Roberto Stocchi.
Kenny è il "fratellino" di Eddie dal programma Grande Fratello e fresco di divorzio.
- Allison Stark (stagioni 1-4), interpretata da Krysten Ritter (stagioni 1-2), da Laura Clery (stagione 3), da Lindsey Broad (stagione 4) e da Kate Micucci (stagione 4), doppiate da Monica Vulcano.
Ally è la figlia adulta di Eddie e Joy che vive con il fidanzato e poi marito, Doug.
- Doug Von Stuessen (stagioni 1-4), interpretato da Timm Sharp.
Doug è il fidanzato e poi marito di Allison che attualmente vive in una roulotte nel cortile degli Stark.

Kat Foster ed Eddie Kaye Thomas, che hanno interpretato Steph e Jeff Woodcock, rispettivamente, hanno lasciato lo show, essendosi "spostati verso altri progetti". Tuttavia, i loro personaggi hanno continuato ad apparire in diversi episodi della terza stagione che erano stati filmati per la seconda stagione, ma non andati in onda a causa dello sciopero degli sceneggiatori.
Krysten Ritter, che ha interpretato il ruolo ricorrente di Allison, figlia degli Stark, fu rimpiazzata nella terza stagione da Laura Clery. J. B. Smoove fu aggiunto al cast, iniziando ad apparire a metà della seconda stagione, come Kenny, amico di Eddie. La sua ex-moglie è apparsa nell'episodio di apertura della terza stagione.
All'inizio della stagione 4, J. B. Smoove, che interpreta Kenny, fu estromesso dal cast mentre Lindsey Broad e Timm Sharp furono aggiunti al cast principale rispettivamente nei ruoli di Allison Stark e di Doug Von Stuessen. Da metà quarta stagione, Allison viene interpretata da Kate Micucci che diventa così la quarta attrice in quattro stagioni ad averne interpretato il ruolo, ma lei muore nel penultimo episodio.

### Il casting di Allison
Allison Stark è la scapestrata figlia di Joy ed Eddie che compare per la prima volta in cinque episodi della prima stagione interpretata da Krysten Ritter che riprende poi il ruolo in un episodio della seconda stagione. In seguito vengono ordinati 18 episodi produttivi per la terza stagione, in 6 dei quali torna Allison interpretata questa volta però da Laura Clery. A partire dalla quarta stagione, il personaggio di Ally assume maggiore rilievo all'interno della serie e viene promosso a personaggio regolare (insieme al fidanzato, e poi marito, Doug interpretato però sempre dallo stesso attore nel corso della serie ovvero Timm Sharp) e viene affidato ad una nuova attrice ovvero Lindsey Broad. A metà dei 22 episodi ordinati per la quarta stagione però (precisamente nell'episodio The Concert, il decimo produttivo della stagione), l'attrice smette il ruolo e, dall'episodio successivo (Merit Pay), Ally viene interpretata fino alla fine della serie da Kate Micucci. Sono sconosciuti i motivi di tutti questi recasting (a parte la Rytter che ha abbandonato per impegni lavorativi), tuttavia la confusione negli spettatori è stata purtroppo aumentata a causa dell'ordine sparso in cui hanno trasmesso gli episodi di terza e quarta stagione. In italiano il personaggio è stato sempre doppiato da Monica Vulcano.

### Personaggi ricorrenti
- Nick Bakay: Karl
- Anthony Anderson: Cofeld
- Margaret Cho: Nicole
- Jerry Lambert: Stan
- Will Sasso: Russ
- Kevin Nealon: Steven
- Susan Yeagley: Simona
- Martin Mull: Mr. White

Il 24 ottobre 2008, TV Guide riportò che Nathan Lane sarebbe apparso nella serie nel ruolo del fratello gay di Eddie.
Nell'episodio 16 della prima stagione fa una comparsata anche Ray Romano, storico partner di Garret nella serie Tutti amano Raymond, che interviene verso la fine dell'episodio, durante una litigata tra Eddie e Joy, dando ragione al marito. Joy rimane stranita e chiede a fine puntata ad Eddie chi sia, con lui che le risponde che era un suo ex collega.

## Produzione
La prima stagione è andata in onda dal 7 settembre 2006 all'11 aprile 2007 ed è composta da 22 episodi andando inizialmente in onda dopo le sit-com Happy Hour e The War at Home. Dal 14 marzo 2007 la serie è stata preceduta dal seguitissimo reality American Idol il che portò ad un incremento degli ascolti così che l'11 maggio 2007 fu ordinata una seconda stagione.
La seconda stagione è andata in onda dal 19 settembre 2007 al 16 maggio 2008 ed è composta da 19 episodi di cui solo 15 furono trasmessi durante la messa in onda. Ne furono prodotti solo 19 al posto dei 22 ordinati a causa dello sciopero degli sceneggiatori del 2007-2008 ed andarono in onda dopo la sit-com Genitori in diretta. Il 9 maggio 2008 fu ordinata una terza stagione di 18 episodi.
La terza stagione è andata in onda dal 10 settembre all'8 ottobre 2008 ed è composta da 7 episodi (3 dei quali erano stati prodotti per la seconda stagione, ma non trasmessi l'anno precedente). Questa breve stagione è andata in onda dopo la sit-com Do Not Disturb. Gli ascolti di entrambe le serie furono disastrosi così Do Not Disturb fu cancellata mentre 'Til Death fu messa in pausa. Inaspettatamente, il 9 gennaio 2009 la FOX ordinò una quarta stagione di 22 episodi.
La quarta stagione ha debuttato il 2 ottobre 2009 ed era preceduta dalla sit-com Brothers; entrambe le sit-com hanno nuovamente ottenuto ascolti molto bassi. In seguito a questi fatti, la Fox decise di trasmettere gli ultimi episodi a disposizione in blocchi di due episodi settimanali ogni domenica durante il preserale.
C'erano dieci episodi (nove della stagione tre ed uno della stagione due), che non erano mai stati trasmessi; questi episodi vengono tuttavia trasmessi dalla fine del 2009 alternati agli episodi della quarta stagione.
Il 24 marzo 2010 l'attore protagonista Brad Garrett ha annunciato la chiusura dello show al termine della quarta stagione, notizia subito poi confermata dalla Fox stessa a causa dei bassissimi dati d'ascolto ottenuti negli ultimi anni; tuttavia verranno trasmessi tutti gli episodi prodotti.